# Landgericht Fechenbach
Das Landgericht Fechenbach war ein von 1818 bis 1862 bestehendes bayerisches Landgericht älterer Ordnung mit Sitz in Fechenbach im heutigen Landkreis Miltenberg. Die Landgerichte waren im Königreich Bayern Gerichts- und Verwaltungsbehörden, die 1862 in administrativer Hinsicht von den Bezirksämtern und 1879 in juristischer Hinsicht von den Amtsgerichten abgelöst wurden.
Das Landgericht ging aus dem 1815 gegründeten Herrschaftsgericht des Grafen von Reigersberg hervor.